# Route 550 (Nouveau-Brunswick)
Pour les articles homonymes, voir Route 550.
La route 550 est une route locale du Nouveau-Brunswick située dans l'ouest de la province, entre Woodstock et Centreville. Elle traverse une région agricole et vallonneuse sur toute sa longueur, qui est de 43 kilomètres. De plus, elle est pavée sur toute sa longueur.

## Tracé
La 550 débute sur la route 103 dans le centre de Woodstock. Elle commence par quitter Woodstock par le nord-ouest, puis elle croise la route 2 à la sortie 184 de cette dernière.  Elle continue ensuite sa route vers le nord-ouest en traversant notamment Hartford et Lindsay, puis à Bloomfield, elle se dirige plutôt vers le nord pour suivre la frontière entre le Canada et les États-Unis. C'est à Digby Corner qu'elle est le plus proche de la frontière, soit à 300 mètres.
Elle bifurque ensuite vers l'est, puis vers le nord à Good Corner, puis elle se termine 8 kilomètres plus au nord, sur la route 110, près de Centreville, à 4 kilomètres de la frontière Canado-américaine.  

## Intersections principales
| route 550         |              |    |                                                   |                          |
| Comté             | Location     | km | Intersection/Destinations                         | Notes                    |
| Comté de Carleton | Woodstock    | 0  | R-103 (rue Main), Hartland, Bulls Creek           | extrémité sud de la 550  |
| Comté de Carleton | Woodstock    | 4  | R-2, Grand Falls, Edmundston, Fredericton         | sortie 184 de la 2       |
| Comté de Carleton | Lindsay      | 16 | R-540 sud, Richmond Corner, Houtlon (Maine)       |                          |
| Comté de Carleton | Tracey Mills | 43 | R-110, Centreville, Florenceville, Mars Hill (Me) | extrémité nord de la 550 |
| Bleu: Échangeur   |              |    |                                                   |                          |